# An Assisted Elopement (film, 1912, Campbell)
Pour les articles homonymes, voir An Assisted Elopement.
Ne doit pas être confondu avec An Assisted Elopement (film, 1912, Dwan).
Pour plus de détails, voir Fiche technique et Distribution.
An Assisted Elopement est un film muet américain réalisé par Colin Campbell et sorti en 1912.

## Fiche technique
- Réalisation : Colin Campbell
- Scénario : Fred Huntley, d'après son histoire
- Production : William Nicholas Selig
- Date de sortie : États-Unis : 4 octobre 1912

## Distribution
- Frank Clark : le vieux Wilson
- Elmer Clifton : Tom Richmond
- Betty Harte : Jane Wilson
- Al Ernest Garcia
- James Robert Chandler
- Frank Richardson
- Blanche McCormick